# Montsinéry-Tonnegrande
Montsinéry-Tonnegrande é uma comuna francesa do departamento de ultramar da Guiana Francesa. Sua população em 2007 era de 1 958 habitantes. De 1969 até 1994 a comuna chamava-se Tonnegrande-Montsinéry.